# Pardosa krausi
Pardosa krausi är en spindelart som först beskrevs av Roewer 1959.  Pardosa krausi ingår i släktet Pardosa och familjen vargspindlar.
Artens utbredningsområde är Tanzania. Inga underarter finns listade i Catalogue of Life.